# John Franklyn Mars
John Franklyn Mars, né le 15 octobre 1935 dans le comté d'Arlington, est le président du géant agroalimentaire américain Mars. Il est le fils de Forrest et le petit-fils de Frank C. Mars, fondateur de la société. Avec ses parts dans la société dont sa famille détient le contrôle, sa fortune est estimée à 11 milliards de dollars en 2010 par le magazine Forbes, le classant 52e fortune mondiale[réf. nécessaire].